# Villa Mennella

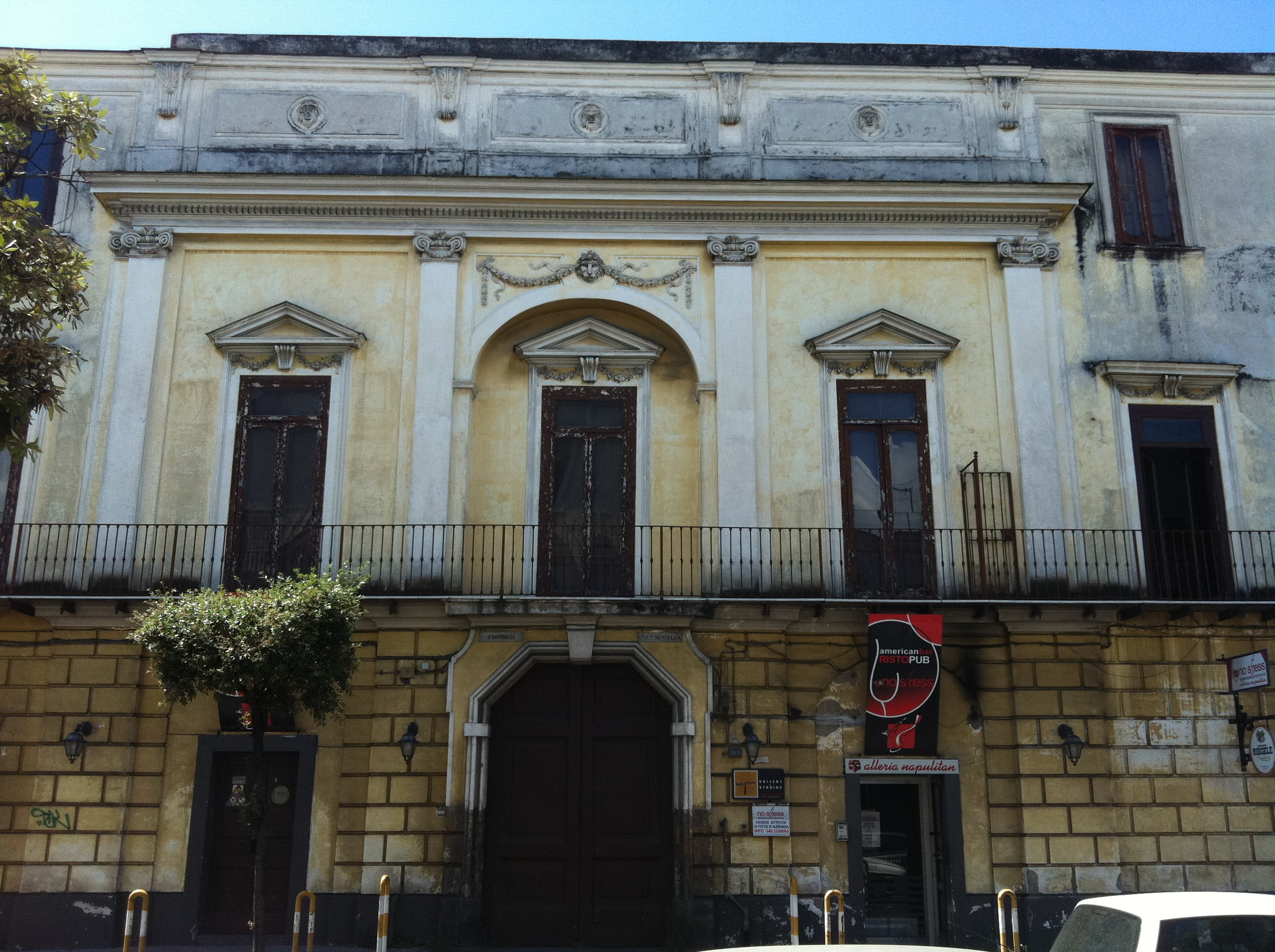
Villa Mennella in Torre del Greco

Die Villa Mennella ist ein Landhaus aus dem 18. Jahrhundert in Torre del Greco in der italienischen Region Kampanien. Es liegt im Gebiet der Miglio d’oro, in der Via Nazionale, 283.

## Beschreibung
Die klassizistische Villa hat drei Balkone im ersten Obergeschoss, wobei der mittlere gegenüber den anderen beiden etwas zurückgesetzt ist. Das Dachgeschoss wird durch eine ionische Kolonnade im ersten Obergeschoss gestützt.
Die Innenräume haben Gewölbedecken, die mit Fresken versehen sind. Durch den Haupteingang gelangt man in den halbrunden Innenhof, auf den auch die Terrasse des ersten Obergeschosses hinaus geht. Von dort aus kann man in den italienischen Garten weitergehen.
Im Jahre 2013 wurde die Villa in ein privates Wohnhaus umgewandelt, während der Innenhof und das Erdgeschoss ein Restaurant beherbergen.